# Болу (коммуна)
Болу́ (фр. Baulou, окс. Baulon) — коммуна во Франции, находится в регионе Окситания. Департамент коммуны — Арьеж. Входит в состав кантона Фуа-Рюраль. Округ коммуны — Фуа.
Код INSEE коммуны — 09044.

## Население
Население коммуны на 2008 год составляло 161 человек.
| 1962 | 1968 | 1975 | 1982 | 1990 | 1999 | 2008 |
| ---- | ---- | ---- | ---- | ---- | ---- | ---- |
| 131  | 144  | 123  | 114  | 130  | 146  | 161  |

## Экономика
В 2007 году среди 110 человек в трудоспособном возрасте (15—64 лет) 90 были экономически активными, 20 — неактивными (показатель активности — 81,8 %, в 1999 году было 77,6 %). Из 90 активных работали 81 человек (44 мужчины и 37 женщин), безработных было 9 (4 мужчины и 5 женщин). Среди 20 неактивных 8 человек были учащимися или студентами, 3 — пенсионерами, 9 были неактивными по другим причинам.